# Wolfgang Daffinger
Wolfgang Daffinger (* 28. Dezember 1927 in Weinheim; † 14. November 2013 ebenda) war ein deutscher Politiker (SPD). Er war von 1962 bis 1996 Mitglied des Landtages von Baden-Württemberg und von 1982 bis 1990 Erster Bürgermeister der Stadt Weinheim.

## Ausbildung und Beruf
Nach der Volksschule in Weinheim und der Ausbildung zum Maschinenschlosser war Wolfgang Daffinger von 1944 bis 1945 wehrdienstleistender Soldat im Zweiten Weltkrieg. Nach dem Krieg arbeitete er als Werkzeugmacher und Lehrlingsausbilder. Von 1953 bis 1954 studierte er in den USA an der Cornell University in Ithaka. Ab 1956 war der bereits von 1952 bis 1956 als Betriebsrat eines Großunternehmens tätig gewesene Daffinger geschäftsführender Vorsitzender des Deutschen Gewerkschaftsbunds (DGB) und von 1976 bis 1981 Leiter des DGB-Zweigbüros in Weinheim. Von 1982 bis 1990 war er Erster Bürgermeister der Stadt Weinheim.

## Politische Tätigkeit
Wolfgang Daffinger war 1958 bis 1982 Ortsvereinsvorsitzender der SPD in Weinheim. Von 1953 bis 1982 war er Stadtrat in Weinheim und ab 1959 Kreisrat im Landkreis Mannheim. 1966 unterlag er bei der Wahl zum Oberbürgermeister von Weinheim gegen Theo Gießelmann. Ab 1973 war er Kreisrat im neugebildeten Rhein-Neckar-Kreis und vom 17. November 1962, als er für den ausgeschiedenen Abgeordneten Willi Rieple nachrückte, bis 1996 Mitglied des Landtags von Baden-Württemberg.

## Familie
Wolfgang Daffinger war evangelisch, verheiratet und hatte zwei Kinder.

## Ehrungen
- 1976: Verdienstkreuz 1. Klasse der Bundesrepublik Deutschland
- 1980: Großes Verdienstkreuz der Bundesrepublik Deutschland
- 1984: Ehrenring des Rhein-Neckar-Kreises
- 2004: Ehrenbürger der Stadt Weinheim